# キエリテン
キエリテン（黄襟貂、Martes flavigula）は、イタチ科テン属に分類される食肉類。

## 分布
インド北部、インドネシア（ジャワ島、スマトラ島、バンカ島、ボルネオ島）、カンボジア、スリランカ、タイ、中華人民共和国南部および東部、パキスタン北部、バングラデシュ、ブータン、ブルネイ、ベトナム、マレーシア、ミャンマー、ラオス
- M. f. aterrima

ロシア南東部
- M. f. borealis

朝鮮民主主義人民共和国
- M. f. chrysospila

台湾
- M. f. koreana

朝鮮半島

## 形態
体長45-70センチメートル。尾長35-45センチメートル。体重1-5キログラム。全身は短い体毛で粗く被われる。全身の色彩は淡褐色や黄褐色、濃褐色。頭頂部や頸部、四肢は濃褐色や黒、側頭部から喉にかけては明黄色や橙色。
乳頭の数は4個。

## 分類
ニルギリキエリテンを本種の亜種とする説もある。
- Martes flavigula aterrima
- Martes flavigula borealis
- Martes flavigula chrysospila
- Martes flavigula flavigula　(Boddaert, 1785)
- Martes flavigula koreana - など

## 生態
森林に生息する。樹上棲だが、地表に降りることもある。昼行性。ペアや家族群を形成して生活する。
食性は雑食で、小型哺乳類、鳥類の卵、カエル、昆虫、果実などを食べる。ペアや家族で協力して獲物を捕らえる。
繁殖形態は胎生。ペアは一生解消されないと考えられている。妊娠期間は5-6か月だが、受精卵の着床が遅滞（3-4か月）する期間が含まれる。1回に最大5頭（主に2-3頭）の幼獣を産む。